# Poeciloneta tanasevitchi
Poeciloneta tanasevitchi är en spindelart som beskrevs av Yuri M. Marusik 1991. Poeciloneta tanasevitchi ingår i släktet Poeciloneta och familjen täckvävarspindlar. Inga underarter finns listade i Catalogue of Life.